# 彼の求める影
『彼の求める影』（かれのもとめるかげ）は、木々高太郎の長編推理小説。大心池（おおころち）先生シリーズの一篇。
第1章「義妹」は1947年4月『東京』に、第2章「死恋」は1947年12月『キング』、第3章「死の接吻」は1947年9月『黒猫』第1巻第3号、第4章「黒い扉」は1947年9月「新選探偵小説十二人集」に、第5章「実妹」・第6章「実母」は1948年5月から8月にかけて『ホープ』第3巻第5号から第8号に、第7章「他人のそら似」は1948年9月「苦楽」第3巻第8号に、第8章「眉毛」は1949年4月『週刊朝日』増刊号に、第9章「彼の求める影」は1950年『小説と読物』に掲載された。1952年12月、『別冊宝石』第10巻第11号に、長篇として纏めて再掲載された。

## 解説
作者の短篇を重ねて長篇とした例として、『風水渙』があるが、戦後の作としては本名で発表された『詩と暗号』につぐ2作目である。発表雑誌がまちまちで、年月が4年間にわたっているため、人的関係に齟齬が生じてる面もあるが、物語としての一貫性は『風水渙』よりも緊密である。

## あらすじ
大学助教授の相生浅男はあるとき、父より母親違いの妹、夏子の縁談の話を寝たきりの父より切り出される。その相手はかつての浅男の教え子での柿岡初雄であった。その後、調べてゆくうちに、彼が求めているのは浅男の生き別れた実の妹で、既にこの世にはいない芳川比叡であることが判明する。やがて、夏子と比叡の相違に気づいた初雄は、より比叡に似た相手を求めて、恋愛遍歴を続けてゆく。
その2年後、某大学の第一号講堂で、検察官・警察の厳重な警護のもと、大心池教授の臨床講義が開かれ、その患者として、柿岡初雄が呼び出された。

## 登場人物
柿岡初雄（かきおか　はつお）
物語全体の主人公。25歳→27歳。高等学校3年の時に神戸の親戚のところでヴォルフの家にドイツ語を習いにゆき、ハウスキーパーの比叡を見初める。1年留年しており、医科に1年、その後、文科の歴史科に転科している。女性の顔や体全体をしげしげと舐め回して見る性癖がある。
相生浅男（あいおい あさお）
物語の中盤までの視点人物。大学の助教授で34歳。19歳のときにイギリスに留学し、高校と大学を卒業している。柿岡初雄は教え子で、高等学校の時にラテン語を教授している。
芳川比叡（よしかわ ひえい）
浅男の実妹。父親の弟、室戸家へ養女にやられ、弟一家の離散により、就職先のドイツ人商会の主人の斡旋により芳川家にさらに養女に出される。初雄と相思相愛になり、突然の病で死亡する。亡くなった時、妊娠四ヶ月であった。
相生夏子（あいおい なつこ）
浅男の義妹。18歳。女学校を卒業して、女子大学に入学したばかり。英文科に所属。
神尾辰子（かみお たつこ）
夏子の次の初雄の交際相手。24歳。友人の家の煙草屋で店番をしていた際に初雄と知り合い、結婚する。
河西安子（かわにし やすこ）
辰子の次の初雄の交際相手。眉の形が比叡に似ているという理由で初雄に見初められて結婚する。
浅男の父
元官吏。脳溢血で2年間半身不随で寝たきりになり、後妻の看病を受けている。前妻との離婚の理由を「金銭上の問題」と浅男に語る。
ママ（浅男の継母）
浅男と2つ違いの36歳。夏子らの母親。
川辺ぬい（かわべ ぬい）
浅男の実母。浅男の分からぬ理由で浅男と比叡を残して離縁されている。52歳だが、歳よりも十歳位若く見える、離婚後、イギリス大使の妾になり、その後、中国の某高官とともに大陸へ行ったとも言われる。
室戸栄二郎（むろと えいじろう）
相生浅男の叔父。旧姓は相生であったが、婿養子で苗字が変わる。浅男の母親、ぬいと不倫の関係にあったらしい。事業に失敗し、一家離散後、満洲か朝鮮へ行ったようである。
柿岡さち子（かきおか さちこ）
柿岡初雄の母親。初雄と比叡の結婚に反対し、比叡没後に初雄に「殺人者」と罵られる。
初雄の父
母親とともに初雄と比叡の結婚に反対し、同じく初雄から罵られる。
ヴォルフ
比叡の雇い主のドイツの染料商会の社員。初雄のドイツ語の教師。
H助教授
初雄の担当の精神科医。大心池先生の弟子の一人。相生浅男に英語の論文を見て貰ったことがある。初雄のことを躁鬱病気味と診断する。第7章の語り手。
矢吹
最終章の語り手。大心池の講義のプラクチカント(実習学生）。
鴻池
水谷
筈見
松本
大心池の講義のプラクチカント。
大心池章次
KK大学の精神病学の教授。木々高太郎作品のシリーズ探偵。

## 評価
- 中島河太郎は、この作品の主人公が亡き人の容貌や肢体に取り憑かれた苦悩が、精神医学の解析だけで処理されていまっているところが物足りなく、安易だとしている[1]